# ONE DAY～平安夜的騷動～
《ONE DAY～平安夜的騷動～》是2023年10月9日至12月18日於富士電視台的月九時段播出的電視劇，由二宮和也、中谷美紀和大澤隆夫三人主演。
香港由Viu於2023年10月9日起獨家播出。臺灣由friDay影音於2023年10月10日起獨家跟播。

## 登場人物

### 主要人物
- 勝呂寺誠司 / 天樹勇太：二宮和也[1]（粵語配音：黃榮璋）

與在橫濱・山下碼頭發生的槍殺事件有所關聯的失憶在逃嫌疑人。
- 倉内桔梗：中谷美紀[1]（粵語配音：王綺婷）

當地電視台「橫濱電視台」新聞節目『日曜NEWS11』主播。
- 立葵時生：大澤隆夫[1]（粵語配音：袁德基）

在橫濱・關内界隈經營受人喜愛的老字號餐廳「葵亭」的廚師。

### 週邊人物
- 蜜谷滿作：江口洋介[2]（粵語配音：梁皓翔）

警視廳・組織犯罪對策部的管理官。
- 狩宮加蓮（狩宮カレン）：松本若菜[2]（粵語配音：陳雪瑩）

神奈川縣警關内署刑事課的刑警。
- 笛花瑞樹（笛花ミズキ）：中川大志[2]（粵語配音：杜景煜）

國際犯罪組織的第二代首領。
- 八幡柚杏：中村杏[2]（粵語配音：鄧潔麗）

出現在逃亡中的誠司面前的神秘女子。

### 橫濱電視台
- 立葵查子：福本莉子[3]（粵語配音：廖欣怡）

新人記者。時生的女兒。
- 折口康司：小手伸也[3]（粵語配音：竺諺鴻）

報道制作局長。對桔梗來說是唯一的同期。
- 前島洋平：加藤諒[3]（粵語配音：梁皓翔）

工作人員。負責由桔梗播報的新聞節目『日曜NEWS11』。
- 黑種草二：大水洋介[3]（粵語配音：陳漢祺）

前台。
- 國枝茂雄：梶原善[3]（粵語配音：黃榮璋）

資深攝影師。
- 筒井賢人：丸山智己[3]

新任社長。由橫濱電視台的大股東為了改革指派而來。

### 葵亭
- 竹本梅雨美：櫻井由紀[4]（粵語配音：陳子瑩）

侍酒師。
- 細野一：井之脇海[4]（粵語配音：黃文軒）

廚房的兼職員工。個性樂觀。
- 蛇之目菊藏（蛇の目菊蔵）：栗原英雄[4]（粵語配音：杜景煜）

資深侍應。曾經就職於三星的法式料理店。

### 其他人物
- 山田隆史：今井英二[4]（粵語配音：陳漢祺）

警察官。因狩宮的指示而來到葵亭。
- 真禮：佐藤浩市[5]（粵語配音：郭俊廷）

神秘男子。在橫濱的家中飼養著名為「Fran」的愛犬。

## 製作團隊
- 編劇：德永友一
- 配樂：佐藤直紀
- 主題曲：Mina Okabe〈Flashback feat. Daichi Yamamoto〉（UNIVERSAL INTERNATIONAL）[6]
- 導演：鈴木雅之、三橋利行、柳澤凌介、片島章三
- 企劃、製作人：成河廣明
- 製作、著作：富士電視台

## 播出日程
- 第1話加長30分鐘（21:00 - 22:24）。

| 集數                                                                      | 播出日期 | 副標題 | 中文標題(Viu) | 導演     | 收視率 |
| ------------------------------------------------------------------------- | -------- | ------ | ------------- | -------- | ------ |
| 第1話                                                                     | 10月09日 |        | 中槍          | 鈴木雅之 | 7.8%   |
| 第2話                                                                     | 10月16日 |        | 清白          | 鈴木雅之 | 5.5%   |
| 第3話                                                                     | 10月23日 |        | 聖誕特輯      | 三橋利行 | 5.3%   |
| 第4話                                                                     | 10月30日 |        | 天樹勇太      | 三橋利行 | 5.6%   |
| 第5話                                                                     | 11月06日 |        | 撞車          | 片島章三 | 4.8%   |
| 第6話                                                                     | 11月13日 |        | 採訪          | 柳澤凌介 | 4.6%   |
| 第7話                                                                     | 11月20日 |        | 逃脫          | 鈴木雅之 | 4.8%   |
| 第8話                                                                     | 11月27日 |        | 劫持          | 三橋利行 | 4.7%   |
| 第9話                                                                     | 12月04日 |        | 槍聲          | 柳澤凌介 | 5.1%   |
| 第10話                                                                    | 12月11日 |        | 交易          | 三橋利行 | 5.1%   |
| 最終話                                                                    | 12月18日 |        | 恢復          | 鈴木雅之 | 5.3%   |
| 平均收視率 5.3%（收視率由Video Research調查關東地區、家戶的即時統計資料） |          |        |               |          |        |

## 外部連結
- 官方网站－富士電視台 （日語）
  - ONE DAY～平安夜的騷動～的X（前Twitter）
  - ONE DAY～平安夜的騷動～的Instagram帳戶

| 日本 富士電視台 週一晚間九點連續劇      | 日本 富士電視台 週一晚間九點連續劇                  | 日本 富士電視台 週一晚間九點連續劇 |
| --------------------------------------- | --------------------------------------------------- | ---------------------------------- |
|                                         | ONE DAY～平安夜的騷動～ （2023年10月9日－12月18日） |                                    |
| 真夏的灰姑娘 （2023年7月10日－9月18日） | 因為你把心給了我 （2024年1月8日－3月18日）          |                                    |